# Фарашешти (Тимиш)
Фарашешти (рум. Fărășești) насеље је у Румунији у округу Тимиш у општини Пиетроаса. Oпштина се налази на надморској висини од 366 m.

## Прошлост
Аустријски царски ревизор Ерлер је 1774. године констатовао да место припада Фачетском округу, Лугожког дистрикта. Становништво је било претежно влашко. Када је 1797. године пописан православни клир ту је један свештеник. Парох поп Дамаскин Поповић (рукоп. 1779) служио се само румунским језиком.

## Становништво
Према подацима из 2002. године у насељу је живело 262 становника, од којих су сви румунске националности.